# Den kinesiska hungersnöden
Den Kinesiska hungersnöden (Kinesiska: 三年大饥荒; Svenska: 'tre år av hungersnöd') var en hungersnöd som inträffade mellan 1959 och 1961 i Folkrepubliken Kina. Den kinesiska hungersnöden anses allmänt som en av de dödligaste hungersnödar någonsin. Den räknas även till några av de dödligaste händelser som har orsakats av människor. Cirka 15-55 miljoner tros ha dött. De provinser som drabbades mest var Anhui (18 % döda), Chongqing (15 %), Sichuan (13 %), Guizhou (11 %) och Hunan (8 %). 